# Кайтов, Сергей Тимофеевич

Мемориальная доска на доме № 20 на улице Тхапсаева

Кайтов Сергей Тимофеевич (Тотырбекович) (осет. Хъайттаты Тотырбеджы фырт Сергей; 7 ноября 1920, с. Цамад, Терская область — 8 марта 2010, Владикавказ) — осетинский писатель, драматург. Член Союза писателей СССР. Народный писатель Республики Северная Осетия-Алания.

## Биография
Кайтов Сергей Тимофеевич родился 7 ноября 1918 года в селении Цамад. В 1939 году окончил Унальскую среднюю школу. Окончил Педагогический техникум (1939). В 1941 году обучался в Первом Орджоникидзевском военном Краснознаменном училище и Буйнакском военно-пехотном училище. С 1939 по 1943 года на протяжении 4 лет командовал стрелковым батальоном. В 1943 году окончил Высшие офицерские курсы «Выстрел». Прошёл Северо-Западный и Второй Украинский фронт. Участник сражений под Ленинградом, Сталинградом, Орлом, на Курской дуге, Белгородом, Ахтыркой, Харьковом, Полтавой, четырежды был ранен. Преподавал тактику в Харьковском отдельном офицерском полку. Окончил ускоренные подготовительные курсы в Военной академии им. Михаила Васильевича Фрунзе.
С 1944 по 1946 года — преподаватель Орджоникидзевского военного училища. Позднее трудился в Главном управлении по делам литературы и издательств (Главлит) СО АССР и с 1957 года — в Управлении профтехобразования.
С 1959 года — директор профтехучилища № 4. В 1962 году принят в Союз писателей СССР.
С 1964 по 1968 года — директор Республиканского Дома Народного Творчества Министерства культуры СО АССР.
С 1969 по 1974 года — директор Музея Осетинской Литературы им. Коста Левановича Хетагурова.
С 1975 по 1978 года — директор Северо-Осетинского Государственного Художественного Музея им. Махарбека Сафаровича Туганова.
С 1979 года — заместитель директора Республиканского научно-методического центра (РНМЦ) Минкультуры СО АССР
Член Союза писателей СССР, является автором 25 пьес и 20 книг, спектакли по его пьесам поставили в 22-х театрах страны. Спектакль по его пьесе «Сердце матери/Мады зæрдæ» неоднократно ставили на сцене Кырджалийского театра Болгарской Народной Республики, а сотый спектакль пьесы прошёл на сцене Софийского театра столицы. Его произведения переведены на болгарский, турецкий, чешский языки, а произведение «Ирон хабæрттæ/Осетинские истории» хранится в библиотеке Гарвардского музея.
С 1961 года проживал в доме № 20 на улице Тхапсаева. Скончался 8 марта 2010 года.
Семья
Супруга: Кайтова (Канукова) Дарья Александровна (23.10.1923-22.11.1980). Заслуженный врач СО АССР. В 1973 г. награждена государственной наградой СССР — Орден «Знак Почета»

## Творчество

### Книги
- Æнæном обау (Курган безымянный), 1949
- В ущельях неспокойно, 1964
- Мады зæрдæ (Сердце матери), 1966, драма
- Алагирская мелодия, 1966
- Пьесæтæ (Пьесы), 1968
- Мæ лæппу уыд уый (Это был мой сын), 1971
- Кæйдæр мæд (Чужая мать), 1974
- Дыккаг фыд (Второй отец) (1976)
- Æнæном обау (Курган безымянный), 1978
- Авдæн (Колыбель), 1981
- Фæдисонтæ (По тревоге), 1984, роман
- Пьесæтæ, 1987
- Кочисов Мухарбек 1995
- Ирон кæлмæрзæн (Осетинский платок), 1995
- Ирон хабæрттæ (Осетинские истории, 1998
- Æрдхæрæны уарзт (Клятвенная любовь), 2001
- Ханты цагъд (Осетинская мелодия), 2006
- Царды уылæнты (На волнах жизни), 2008
- Дыууæ зæрдæйы (Два сердца), 2009

### Пьесы

#### Осетинский драматический театр
- Таймураз (1953)
- Æхсар æмæ Дзерассæ (Ахсар и Дзерасса), 1960
- Мады зæрдæ (Сердце матери), 1964
- Хадзымурат, 1968
- Дидинæг æмæ хъама (Цветок и кинжал), 1973
- Второй отец (Дыккаг фыд) (1973)
- Колыбель (Авдæн) (1978)
- Первый рейд Исса (Иссæйы фыццаг балц) (1981)
- Обрученная девушка (Куырдуаты бадæг) (1987)
- Два сердца (Дыууæ зæрдæйы) (1989)

#### Музыкальный театр
- Колдовство (Кæлæнтæ) (1971) оперетта
- Прерванная песня (Зарæг аскъуыд æмбисыл) (1975)
- Осетинская мелодия (Ханты цагъд) (1976) либретто
- Тауче (1985) музыкальная драма

#### Кукольный театр
- Огонь
- Три достоинства
- Свирель Ацамаза
- Нарт-герой
- Золотая птичка

#### Дигорский р-н театр
- Сердце матери (Мады зæрдæ) (2008) драма в переводе на дигорский диалект

#### Ардонский р-н театр
- Сын (Фырт) — об ответственности родителей за воспитание детей
- Таймураз — историческая драма о Таймуразе Козыреве

#### Алагирский р-н театр
- Женщина в чёрном
- Сердце матери (Мады зæрдæ) — драма в переводе на дигорский диалект
- Украденная девушка (Скъæфт чызг)
- Мать пятерых сыновей (Фондз фырты мад) — драм-легенда о Хангуассе Калаговой, матери 5 сыновей, погибших на фронте ВОВ

#### Правобережный р-н театр
- Дом нана (Нанайты хæдзæр)
- Выходила девушка замуж (Чызгайы куы хастой)
- Калым (Ирæд)
- Ахсар и Дзерасса (Æхсар æмæ Дзерассæ) легенда

#### Моздокский р-н театр
- Сердце матери (Мады зæрдæ) драма

#### Ирафский р-н театр
- Хорззай бадзай, Ир — о Мухарбеке Кочисове

#### Пригородный р-н театр
- По тревоге (Фæдисонтæ) роман
- Как долго ты шёл, мой мальчик (Цæй æрæгмæ цыртæ мæ хъæбул)
- Нарт Сослан (Нарты Сослан)
- «Безымянный курган»,
- «Хаджи-Мурат»,
- «Таймураз»,
- «Три свидетеля»,
- «Мать пятерых сыновей»,
- «Сердце матери»,
- «Сын»,
- «Цветок плакал»,
- «Ахсар и Дзерасса»,
- «Первый рейс Исса Плиева»,
- «Второй отец»,
- «Цветок и кинжал»,
- «Обрученная девушка»,
- «Колыбель»[3]

## Награды
- Орден Отечественной Войны 1 степен (1942)
- Орден Отечественной Войны 2 степени (1942)
- Орден Красной Звезды
- Нагрудный знак «Гвардия» (1942)
- Именные часы
- Медаль «За победу над Германией в Великой Отечественной войне 1941—1945 гг.» (1945)
- Медаль «20 лет победы в Великой Отечественной войне»
- Юбилейная медаль К 100-летию Ленина «За доблестный̆ труд (За воинскую доблесть)» (1969)
- Медаль «25 лет победы в Великой Отечественной войне. 1941—1945. СССР»
- Медаль «30 лет победы в Великой Отечественной войне. 1941—1945. СССР»
- Юбилейная медаль 60 лет Вооруженных Сил СССР (1978)
- Почетная грамота Президиума Верховного Совета РСФСР (Российская Советская Федеративная Социалистическая Республика) (1978)
- Медаль «Ветеран труда» (1985)
- Медаль «40 лет победы в Великой Отечественной войне». Участнику войны
- Медаль Жукова (1994)
- Медаль «50 лет победы в Великой Отечественной войне. 1941—1945. СССР»
- Медаль Постоянного Президиума Съезда народных депутатов ССС «55 лет победы в Великой Отечественной войне» (2000)
- Медаль «60 лет Победы в Великой Отечественной войне. 1941—1945» (2005)
- Медаль «Во Славу Осетии» (2007) № 0038
- Юбилейная медаль 65 лет Победы в Великой Отечественной войне 1941—1945 гг. (2009)[4] |}